# Monestir de Travanca
El Monestir de Travanca o Monestir de Sâo Salvador de Travanca (segle XII – s. XVII) comprén el convent, l'església i la torre; es a la freguesia de Travanca, al municipi d'Amarante, Portugal. Comprén "una de les més importants i antigues esglésies romàniques portugueses" i està classificat com a Monument Nacional des del 27 de gener del 1916.

## Història i característiques
La terra on s'edificà aquest monumental conjunt monàstic fou donada al segle X a D. Mumio Viegas; serien els seus descendents els qui fundarien el monestir (de l'Orde Benedictí). L'inici de la construcció de l'església remunta, segons Jorge Rodrigues, al final del segle xi, i es perllonga durant les centúries següents; l'església conserva en gran part l'estructura romànica original (del segle xiii).(3)
L'edifici presenta una estructura basilical: el cos de l'església és compost per tres naus esglaonades amb cobertura de fusta, separades per arcs trencats, sense transsepte ixent; i il·luminació per claristori. La capçalera enclou una absis rectangular (capella major), de la qual només el primer tram pertany a la construcció primitiva, i dues absidioles semicirculars cobertes per una volta de quart d'esfera. A la façana principal sobresurt, al centre, el portal axial, de quatre arquivoltes, timpà llis i capitells decorats. Al segle xiv es va construir, al costat de l'església, la torre defensiva; aquesta estructura militar gòtica "contrasta amb la decoració de gust romànic, ben palesa en l'Agnus Dei del timpà de la porta, en una temptativa de reproduir els models del romànic de Braga".(1)(2)
Al segle XVII s'amplià la capella major del monestir i se'n reconstruí el claustre.(1)(2)

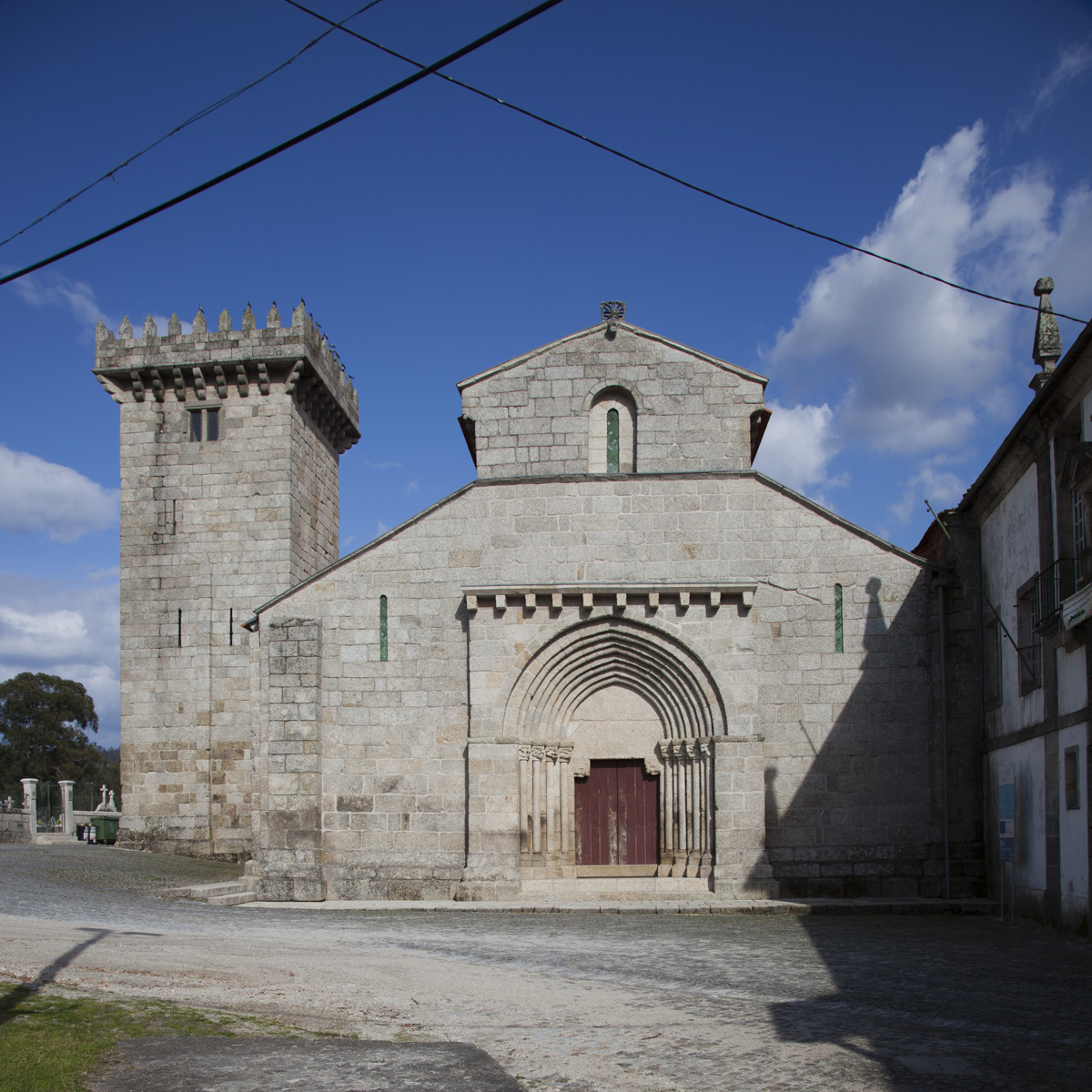
Església i torre
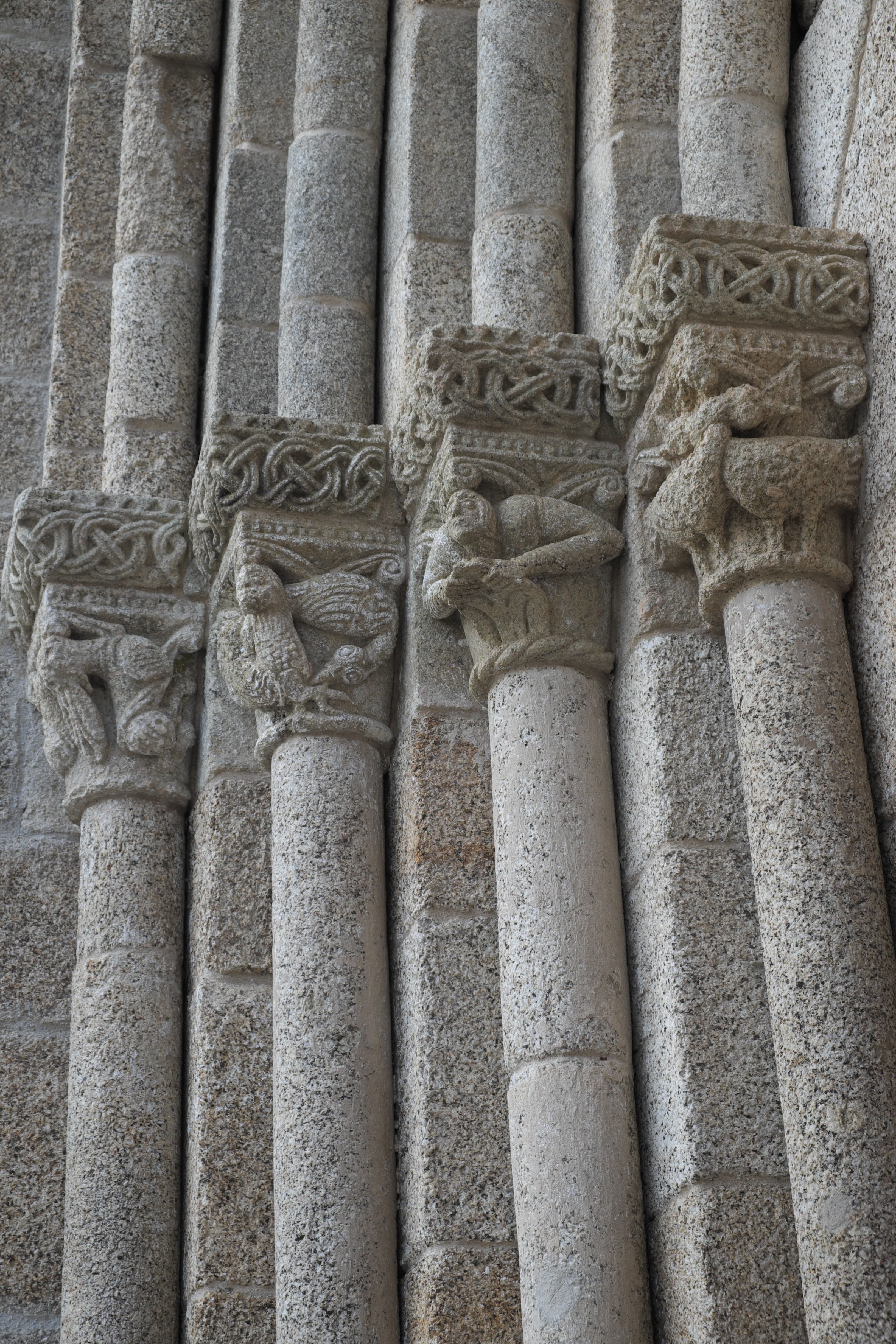
Detall del portal de l'església
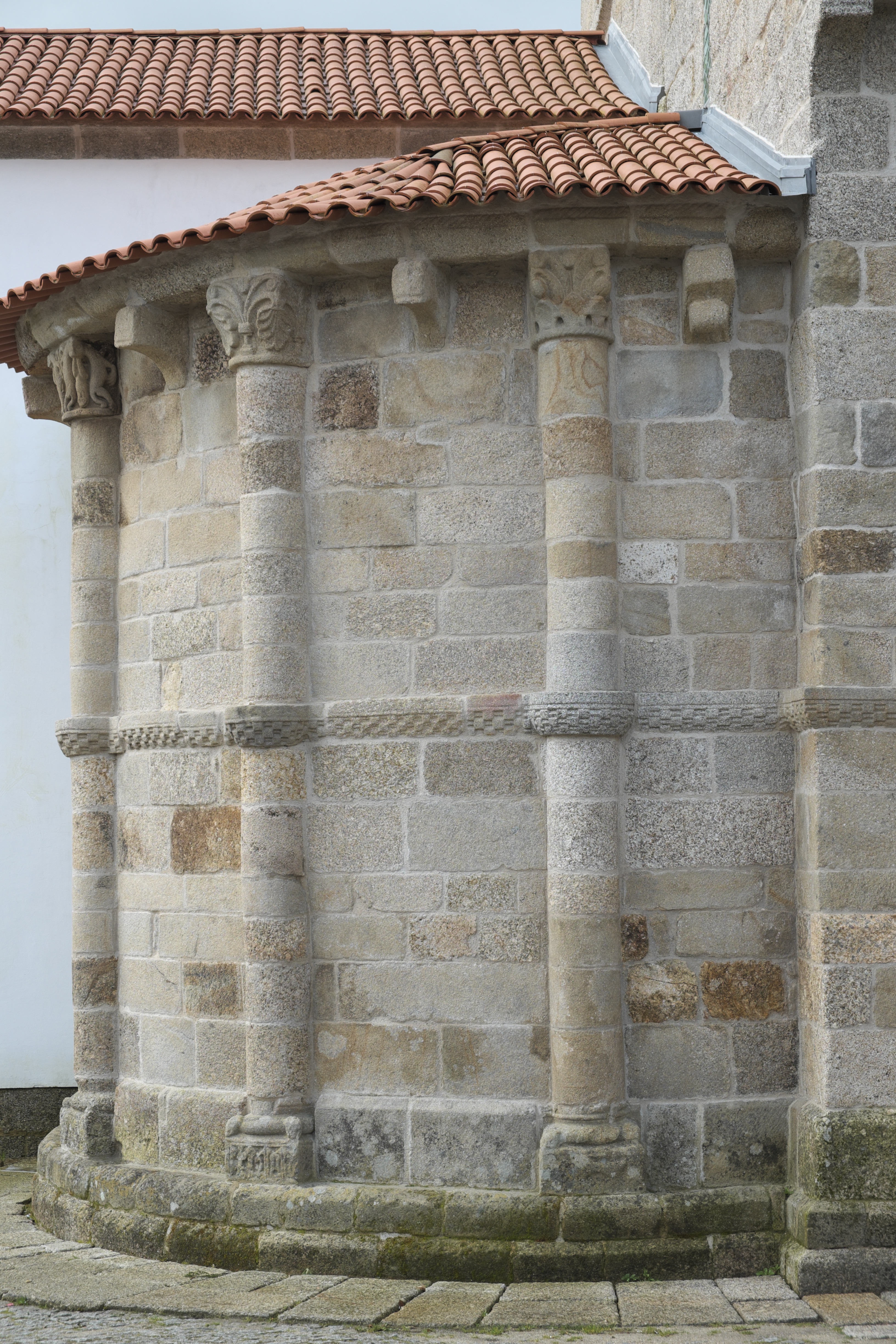
Capçalera de l'església (absidiola)
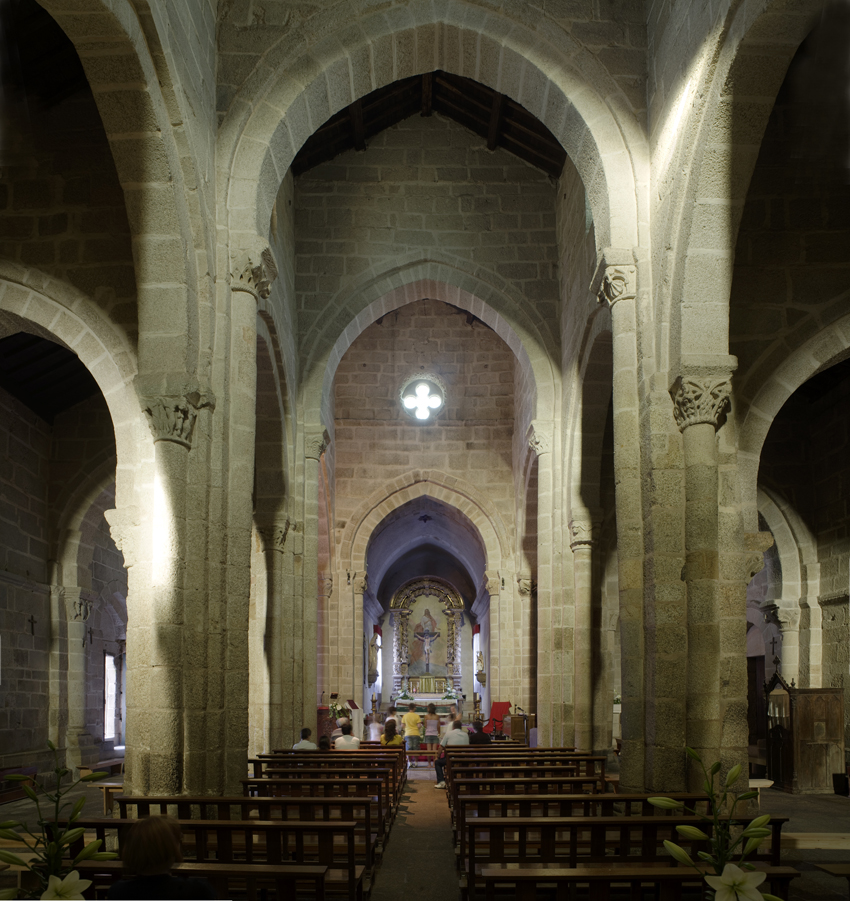
Interior de l'església
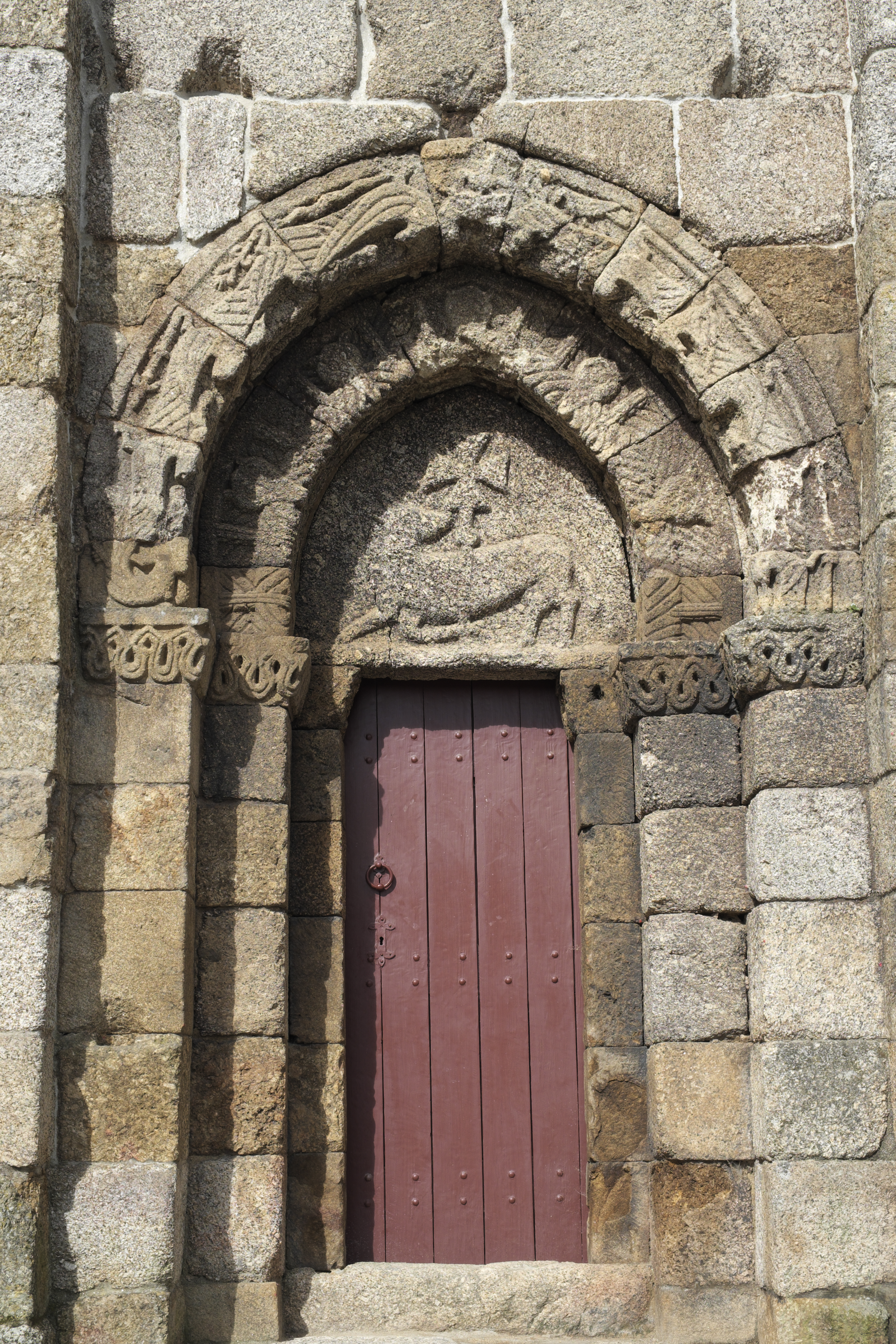
Portal de la torre
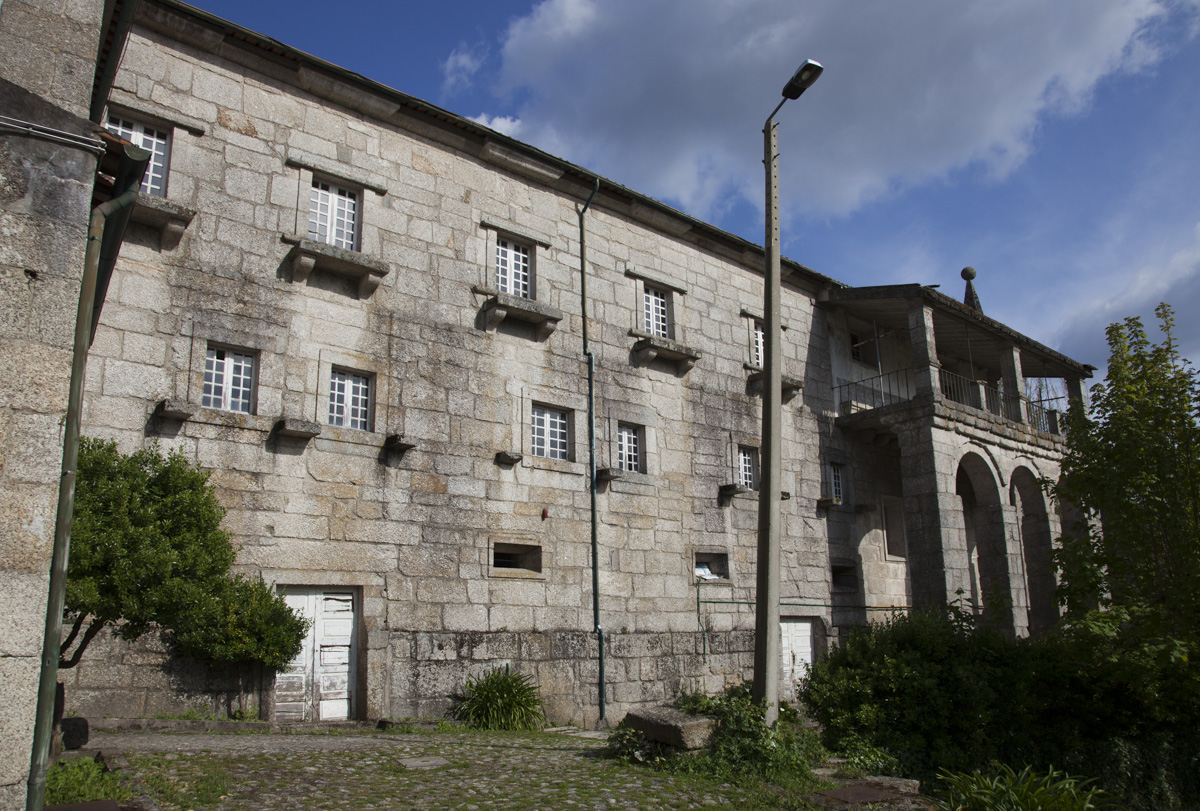
Convent
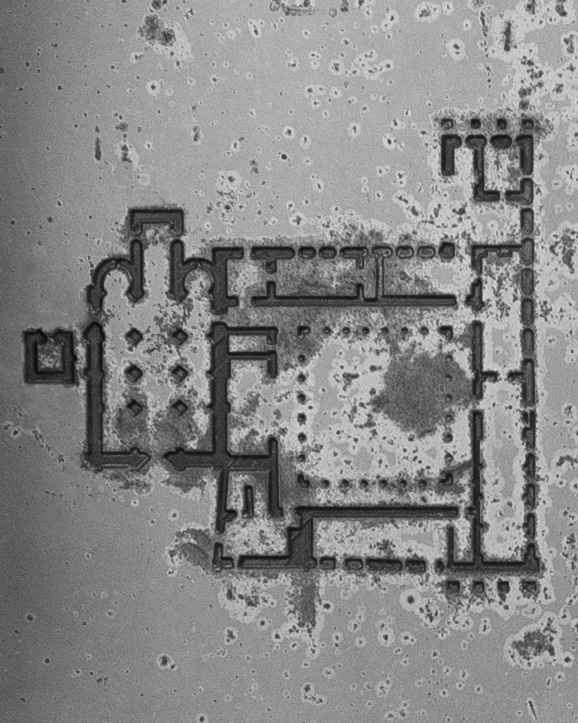
Planta del monestir

## ProgramaRevive
El 2016 el monestir inclogué el programa Revive, projecte de l'estat portugués, que preveu l'obertura del patrimoni a la inversió privada per a projectes turístics.
L'àrea afectada per a ús turístic serà total, tret de l'església, que té un ús per a culte, i el model jurídic serà el de concessió.